# Bile (Novi Vinodolski)
Bile falu Horvátországban, Tengermellék-Hegyvidék megyében. Közigazgatásilag Novi Vinodolskihoz tartozik.

## Fekvése
A horvát tengerpart északi részének közepén, Novi Vinodolskitól 10 km-re délkeletre, a tengerparttól  3 km-re a megye déli határán fekszik.

## Története
1857-ben 212, 1910-ben 199 lakosa volt. 1920-ig Modrus-Fiume vármegye Novi járásához tartozott. A tengerpart közelsége miatt ma már elsősorban üdülőfalu jellege van. 2011-ben mindössze 5 állandó lakosa volt.

## Lakosság
| Lakosság változása | Lakosság változása | Lakosság változása | Lakosság változása | Lakosság változása | Lakosság változása | Lakosság változása | Lakosság változása | Lakosság változása | Lakosság változása | Lakosság változása | Lakosság változása | Lakosság változása | Lakosság változása | Lakosság változása | Lakosság változása |
| ------------------ | ------------------ | ------------------ | ------------------ | ------------------ | ------------------ | ------------------ | ------------------ | ------------------ | ------------------ | ------------------ | ------------------ | ------------------ | ------------------ | ------------------ | ------------------ |
| 1857               | 1869               | 1880               | 1890               | 1900               | 1910               | 1921               | 1931               | 1948               | 1953               | 1961               | 1971               | 1981               | 1991               | 2001               | 2011               |
| 212                | 0                  | 0                  | 184                | 168                | 199                | 196                | 177                | 131                | 138                | 81                 | 52                 | 18                 | 13                 | 8                  | 5                  |